# The Summer Set
I The Summer Set sono un gruppo musicale pop rock statunitense, formatosi nel 2007 a Scottsdale, in Arizona. Nel 2021, quattro anni dopo aver annunciato di essersi presa una pausa per un tempo indefinito, la band è tornata in attività.

## Storia del gruppo
Dopo aver suonato per anni, i  fratelli Stephen e John Gomez, insieme alla loro amica Jessica Bowen e al cantante Brian Dales, formarono nella primavera del 2007 la band The Summer Set. I fratelli Gomez e la Bowen erano nei Last Call for Camden con JF Trotter (Kennedy Brock, ora nei The Maine) e ad un altro membro di nome Weston prima che nascessero i The Summer Set.
I Last Call for Camden hanno inciso un cd dal titolo "Keep Your Feet On The Ground" prima di essersi sciolti.
I The Summer Set hanno pubblicato il loro primo EP, "Love The Love You Have" nel novembre del 2007: la band ha così venduto 7 000 copie in pochi mesi.
I The Summer Set hanno firmato un contratto con il The Militia Group nell'aprile del 2008.
Il chitarrista Dillon Morris lasciò la band e fu rimpiazzato dal chitarrista Josh Montgomery prima della registrazione dell'EP intitolato "In Color". "In Color" è stato pubblicato su iTunes il 24 giugno ed è stato recensito su vari siti web di musica.
I The Summer Set hanno registrato una versione indie/pop della hit di Usher "Love in This Club".
La band ha pubblicato il brano per il download sulla loro pagina di Buzznet.
La band ha realizzato il loro terzo EP "Meet Me on the Left Coast" nel dicembre 2008, con due nuove tracce. Conteneva inoltre "Love in This Club" come versione Bonus di iTunes.
L'albume di debutto dei The Summer Set "Love Like This" è uscito il 13 ottobre 2009.
I The Summer Set sono apparsi nel CD Punk Goes Classic Rock della Fearless Records, con la reinterpretazione di "Roll All Nite" dei Kiss.
La band ha ripubblicato il loro album di debutto Love Like This, intitolato Love Like Swift il 6 luglio 2010 contenente cinque cover di Taylor Swift.

## Tournée
Nel 2009 la band ha aperto l'AP Tour dell'Alternative Press, suonando assieme a band come The Cab, Never Shout Never, Hey Monday e Every Avenue. In seguito la band ha fatto da supporto per i Cartel. Nel 2010 la band ha suonato in vari festival, tra cui il The Bamboozle e il Vans Warped Tour. La band ha partecipato all'OurZone Magazine Tour, consistente in sette date nel Regno Unito durante il maggio 2011. Hanno partecipato anche al Dirty Work Tour che includeva All Time Low, Yellowcard e Hey Monday. Il tour è iniziato nel marzo 2011 e ha continuato fino a maggio, fermandosi nella maggior parte degli Stati Uniti. Nel 2013, i gruppo si è esibito al Vans Warped Tour sui palchi Kia Forte e Tilly. A marzo è andato in tour assieme a We Are The In Crowd, Go Radio e For The Foxes.
Nel 2014, The Summer Set sono andati in tour nel Regno Unito con i Paradise Fears e William Beckett per una serie di date dopo essere andati in tour con We Are The In Crowd, Sleeping with Sirens e Mayday Parade in Europa. The Summer Set hanno fatto anche un tour acustico negli Stati Uniti per la promozione dell'album Legendary insieme ai The Cab. In seguito si sono esibiti al Vans Warped Tour per la seconda volta di fila.

## Stile musicale
Love Like This è stato descritto come alternative rock, emo-pop, pop, pop punk, e synthpop. Everything's Fine è stato descritto come emo pop, pop, pop punk, pop rock, power pop, e reggae pop. Legendary è stato descritto come country pop, emo-pop, pop, e pop rock.

## Formazione

### Formazione attuale
- Brian Logan Dales – voce (2007–2017; 2021–presente)
- John Christopher Gomez – chitarra, pianoforte, voce secondaria (2007–2017; 2021–presente)
- Stephen James Gomez – basso (2007–2017; 2021–presente)
- Jessica Marie Bowen – batteria (2007–2017; 2021–presente)

### Ex componenti
- Dillon Morris (2007)
- Joshua Wesley Montgomery – chitarra (2008–2017)

## Discografia

### Album in studio
- 2009 – Love Like This
- 2011 – Everything's Fine
- 2013 – Legendary
- 2016 –  Stories for Monday
- 2022 –  Blossom

### EP
- 2007 – Love the Love You Have
- 2008 – ...In Color
- 2008 – Meet Me on the Left Coast
- 2011 – What Money Can't Buy

### Singoli
- 2011 – About a Girl
- 2011 – Someone Like You
- 2012 – Mannequin
- 2012 – When We Were Young
- 2013 – Maybe Tonight
- 2013 – Fuck U Over
- 2014 – Boomerang
- 2014 – Lightning in a Bottle
- 2021 – Street Lightning
- 2021 – Back Together
- 2022 – Teenagers (feat. Against the Current)
- 2022 – Hard Candy
- 2022 – FTS (feat. Travie McCoy)
- 2023 – What Makes You Beautiful (cover degli One Direction)